# Грищенко, Владимир Александрович
Владимир Александрович Грищенко (родился 20 марта 1972 года, Термез, Сурхандарьинская область, Узбекская ССР) — советский и российский футболист, нападающий и полузащитник.

## Карьера
Воспитанник клуба «Сурхан», за который играл в 1989—1992 годах. За клуб в чемпионате Узбекистана сыграл 10 матчей и забил 1 гол. В 1993—1996 годах играл за любительский клуб «Нива» Славянск-на-Кубани. В 1996 году перешёл в новороссийский «Черноморец», игравший на тот момент в высшей лиге. 3 июля 1996 года в матче против московского «Локомотива» дебютировал в чемпионате России, в этой игре отметился незабитым пенальти. Всего в чемпионате России сыграл 6 матчей. В 1997—2000 году играл за команды из низших дивизионов России. В сезоне 2000/01 сыграл 14 матчей в Первой лиге Украины, представляя сумский «Спартак». В 2002 году закончил карьеру игрока. Последним профессиональным клубом был «Биохимик-Мордовия».